# 佩雷达花园

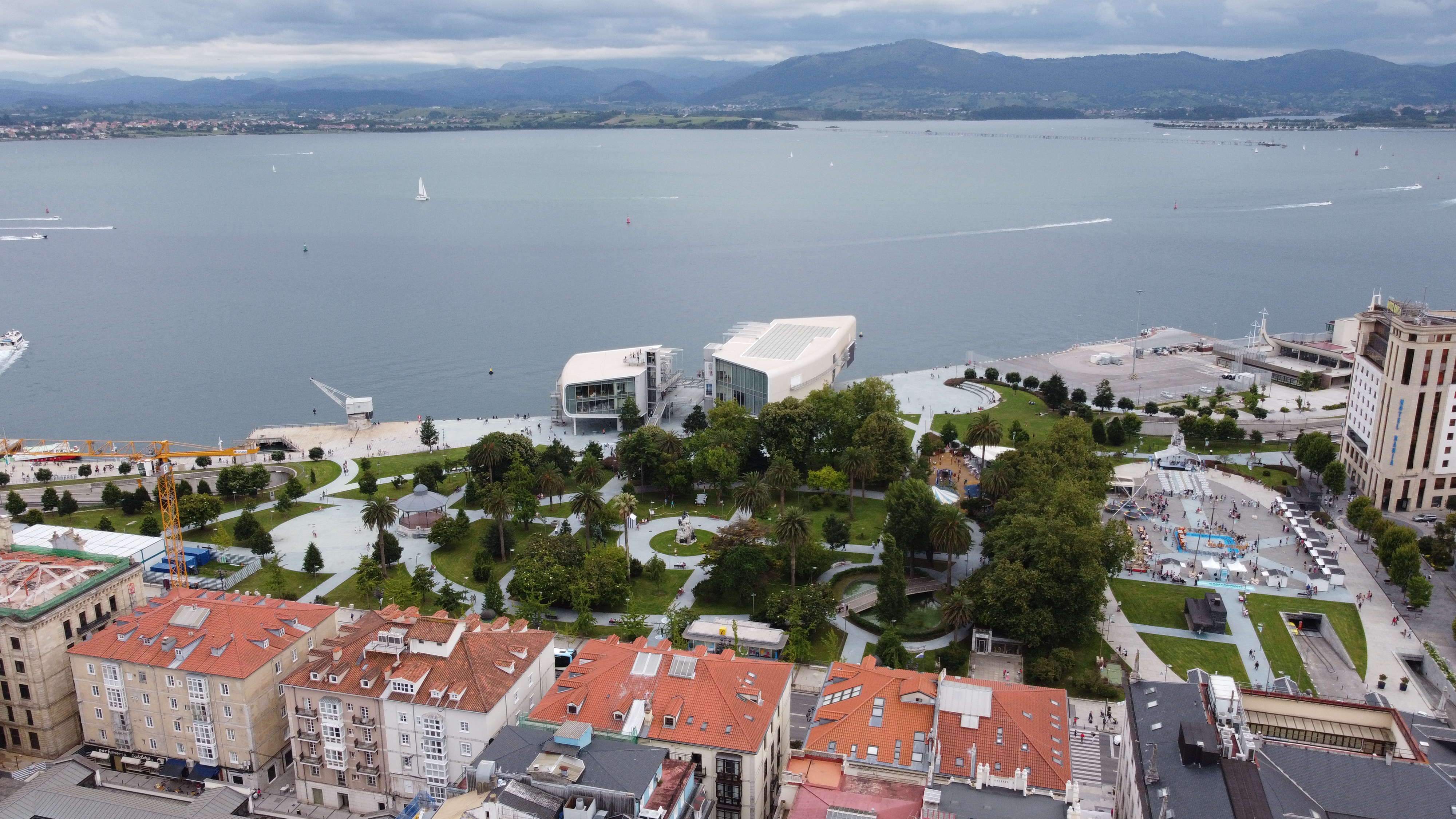

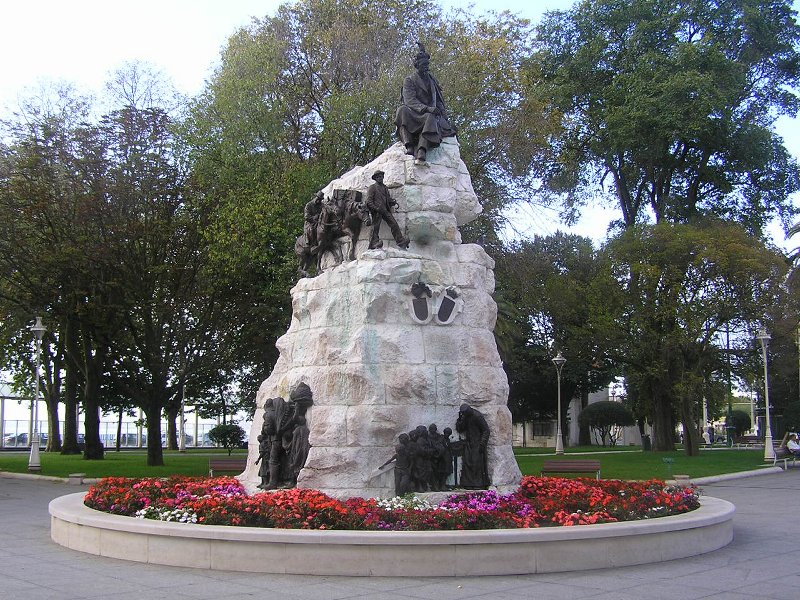

佩雷达花园（西班牙語：Jardines de Pereda）是西班牙桑坦德市中心的一个公园，靠近海滨长廊以及博坦中心（Centro Botín）。1905年在举行艺术和工业展览会的同时正式开放。。
花园得名于小说家何塞·马里亚·德·佩雷达（José María de Pereda），他的半身雕塑由洛伦佐·库洛特·瓦莱拉（Lorenzo Coullout Valera）完成，雕像周围的版画描绘了他作品中的场景。
花园内树木茂盛，从9月到3月，数千只小椋鸟在此过冬。这里有木兰、冬青树、棕榈树、雪松、栗树、松树、黄杨树、紫杉树、椴树和苹果树。
随着博坦中心的建设，景观设计师费尔南多·卡鲁乔（Fernando Caruncho）对佩雷达花园进行了改造，于2014年完成。翻修后，佩雷达花园的面积增加了一倍，达到48000平方米，绿化面积增加了三倍，并通过隧道接入佩雷达大道（Paseo de Pereda）。